# Ontsluiting (informatiewetenschap)
Ontsluiting is het vindbaar of toegankelijk maken van informatie. Hieronder vallen alle activiteiten en faciliteiten om documenten en de daarin vervatte informatie terugvindbaar te maken, ofwel het faciliteren van het zoeken naar informatie.
De ontsluiting is wel 'het hart van het bibliotheekvak' genoemd.
Overigens komt ontsluiting niet alleen voor in bibliotheken en vergelijkbare instellingen als archieven: voor iedereen die met informatie werkt, is ontsluiting van belang. Mensen die een eigen verzameling informatie beheren, kunnen daarop ontsluitingstechnieken toepassen. Het bekendste voorbeeld van ontsluiting is misschien de ontsluiting van het Web door Google.
Bij ontsluiting wordt ervan uitgegaan dat de informatie is vastgelegd op informatiedragers, zoals documenten: vluchtige informatie (bijvoorbeeld gesproken woord) is niet te ontsluiten, tenzij deze alsnog wordt vastgelegd, bijvoorbeeld op een geluidsband. Het eerste dat van belang is, is dus het toegankelijk maken van deze documenten zelf: directe toegankelijkheid in de vorm van een overzichtelijke plaatsing van de materialen in de kasten (of een overzichtelijke mappenindeling bij computerbestanden); en indirecte toegankelijkheid door een ontsluitingshulpmiddel zoals een catalogus.
Vaak is iemand echter niet op zoek naar een specifiek document, maar meer in het algemeen naar informatie over een bepaald onderwerp, zonder te weten in welke documenten deze te vinden is (en óf deze te vinden is). Daaruit volgt dat er behalve formele ontsluiting (op formele kenmerken van documenten zoals de titel en de auteur) ook inhoudelijke ontsluiting of onderwerpsontsluiting nodig is.

## Voetnoot
1. ↑  G.J. Wijnands, 'Algemene inleiding tot de ontsluiting', in P. Schneiders e.a. (red.), Bibliotheek en documentatie : handboek ten dienste van de opleidingen, 3e druk, p. 147.